# Pagasi
Koordinaten: 58° 44′ N, 23° 52′ O
Pagasi (deutsch Paggas) ist ein Dorf (estnisch küla) in der Landgemeinde Lääneranna im Kreis Pärnu (bis 2017: Landgemeinde Lihula im Kreis Lääne).

## Einwohnerschaft und Lage
Der Ort hat 22 Einwohner (Stand 31. Dezember 2011). Er liegt 28 Kilometer südöstlich von Haapsalu.
Das Dorf ist erstmals für die Mitte des 16. Jahrhunderts urkundlich nachgewiesen. Es gehörte damals zum Nonnenkloster von Lihula.